# Trebaseleghe
Trebaseleghe är en ort och kommun i provinsen Padova i regionen Veneto i Italien. Kommunen hade 12 973 invånare (2018).